# 朴美罗 (乒乓球运动员)
朴美罗（韓語：박미라，1952年1月4日—），韩国退役女子乒乓球运动员。她曾经参加1973年世界乒乓球锦标赛，结果获得女子团体金牌和女子单打铜牌共两枚奖牌。